# Blood Debts
Blood Debts es el décimo episodio de la cuarta temporada y septuagésimo noveno episodio a lo largo de la serie de televisión estadounidense de drama y ciencia ficción, Arrow. El episodio fue escrito por Óscar Balderrama y Sarah Tarkoff y dirigido por Jesse Warn. Fue estrenado el 20 de enero de 2016 en Estados Unidos por la cadena The CW.
Oliver debe lidiar con las devastadoras consecuencias del último ataque de Darhk. Buscando venganza por lo ocurrido, Flecha Verde se enfrasca en una cacería de hombres para dar con el paradero del líder de H.I.V.E.

## Elenco
- Stephen Amell como Oliver Queen/Flecha Verde.
- Katie Cassidy como Laurel Lance/Canario Negro.
- David Ramsey como John Diggle.
- Willa Holland como Thea Queen/Speedy.
- Emily Bett Rickards como Felicity Smoak.
- John Barrowman como Malcolm Merlyn/Arquero Oscuro.
- Paul Blackthorne como el capitán Quentin Lance.

## Continuidad
- Lonnie Machin fue visto anteriormente en The Candidate.
- Barry Allen fue visto anteriormente en Legends of Yesterday.
- Se revela que Felicity sobrevivió al ataque de Darhk, sin embargo, sufrió una severa lesión en la médula espinal que le impedirá volver a caminar.
- Oliver comienza una cacería de hombres para encontrar a Damien Darhk.
- Lonnie Machin regresa a Star City para vengarse de Darhk e interfiere con los planes de Flecha Verde.
- Flecha Verde salva a la familia de Darhk y gracias a esto, Damien le da un tiempo para disfrutar a sus seres amados antes de asesinarlo.
- Damien Darhk y su familia dejan temporalmente la ciudad.
- En un flashforward, se revela que Felicity no es la persona que se encuentra en la tumba.

## Desarrollo

### Producción
La producción de este episodio comenzó el 20 de octubre y terminó el 30 de octubre de 2015.

### Filmación
El episodio fue filmado del 2 de noviembre al 10 de noviembre de 2015.